# Chionea reclusa
Chionea reclusa är en tvåvingeart som beskrevs av George W. Byers 1995. Chionea reclusa ingår i släktet Chionea och familjen småharkrankar. Inga underarter finns listade i Catalogue of Life.